# Jon Oliva
Jon Nicholas Oliva, född 22 juli 1960 i Bronx, New York, är mest känd som Jon Oliva och som grundare, sångare och låtskrivare i Savatage och Trans-Siberian Orchestra. Nu spelar han i ett band som heter Jon Oliva's Pain.

## Diskografi (urval)
Studioalbum med Savatage
- Sirens (1983)
- Power of the Night (1985)
- Fight for the Rock (1986)
- Hall of the Mountain King (1987)
- Gutter Ballet (1989)
- Streets: A Rock Opera (1991)
- Edge of Thorns (1993)
- Handful of Rain (1994)
- Dead Winter Dead (1995)
- The Wake of Magellan (1998)
- Poets and Madmen (2001)

Studioalbum med Doctor Butcher
- Doctor Butcher (1994)

Studioalbum med Jon Oliva's Pain
- 'Tage Mahal (2004)
- Maniacal Renderings (2006)
- Global Warning (2008)
- Festival (2010)

Studioalbum med Trans-Siberian Orchestra
- Christmas Eve and Other Stories (1996)
- The Christmas Attic (1998)
- Beethoven's Last Night (2000)
- The Ghosts of Christmas Eve (2001)
- The Lost Christmas Eve (2004)
- Night Castle (2009)
- Songs of Winter (2010)
- Letters from the Labyrinth (2015)

Soloalbum
- Raise the Curtain (2015)